# 飯田覚三
飯田 覚三（いいだ かくぞう、1907年3月22日 - 没年不詳）は、日本の俳優。島根県出身。旧漢字表記は飯田 覺三。

## 略歴
平壌中学校中退。
1925年、新劇連盟からキャリアをスタートさせる。松竹家庭劇、吉本楽劇隊、新演技座を経て、東映に入り映画俳優となる。東映を離れた後は東芸プロダクション、フリーランス期間を経て、シナリオ文芸協会に所属していた。

## 出演

### 映画
- 皆殺しのスキャット（1970年、大映）

### テレビドラマ
- 特別機動捜査隊 （NET / 東映） - 蝙蝠妖怪
  - 第131話「年輪」（1964年4月29日）
  - 第182話「ある反抗」（1965年4月21日） - 老人
  - 第196話「望郷」（1965年7月28日） - 金星伊太郎
  - 第238話「深夜の銃声」（1966年5月18日） - 松本
  - 第263話「霧笛の港」（1966年11月9日） - 岩瀬
  - 第308話「流転の旅路」（1967年9月20日）
  - 第312話「恋人よさようなら」（1967年10月18日）
  - 第322話「寒いクリスマス」（1967年12月27日） - 山崎
  - 第342話「女と宝石」（1968年5月15日）
- ウルトラマン 第2話「侵略者を撃て」（1966年7月24日、TBS / 円谷プロ） - 防衛隊幕僚
- 河童の三平 妖怪大作戦 第16話「妖怪血ぞめの蝙蝠」（1969年1月17日、NET / 東映） - 蝙蝠妖怪
- 水戸黄門（TBS / C.A.L）
  - 第1部
    - 第3話「小田原喧嘩駕籠 -小田原-」（1969年8月18日） - 旅籠の主人
    - 第30話「上州からっ風 -前橋-」（1970年2月23日）- 作兵衛

  - 第9部
    - 第7話「裁かれたジャジャ馬姫 -盛岡-」（1978年9月18日） - 村役
    - 第15話「名工二代輪島塗り -輪島-」（1978年11月13日） - 源造

  - 第10部 第10話「婿入り八丁味噌 ‐岡崎‐」（1979年10月15日） - 味噌屋
- 遠山の金さん捕物帳 第7話「浮世絵の女」（1970年8月23日、NET） - 狩野峯山
- 遠山の金さん 杉良太郎版 第1シリーズ 第64話「引廻しの女」(1976年、NET/東映)
- 千葉周作 剣道まっしぐら （1971年、TBS）
  - 第35話「妖刀は死霊を招く」- 老僧
  - 第37話「墓場なき幽霊」- 僧侶
- 必殺シリーズ（ABC / 松竹）
  - 必殺必中仕事屋稼業 第11話「表を裏で勝負」（1975年） - 飛脚屋
  - 必殺仕業人 第9話「あんたこの仕組をどう思う」（1976年） - 与兵衛
  - 新・必殺仕置人
    - 第25話「濡衣無用」（1977年） - 老同心
    - 第35話「宣伝無用」（1977年） - 店の客

  - 江戸プロフェッショナル 必殺商売人 第8話「夢売ります手折れ花」（1978年） - 老同心
  - 大岡越前　将軍様の人情裁き　牧野弥左衛門役